# Biodata
Biodata es la abreviatura de biographical data o datos biográficos. 
El término ha adquirido diferentes significados según el contexto en el que se utilice. En algunas regiones, se emplea como sinónimo de currículum vitae, haciendo referencia a un documento que recopila información personal, académica y profesional.
Mientras que, en el campo de la psicología del trabajo y de las organizaciones, se utiliza como una herramienta para predecir el comportamiento futuro de los individuos, basándose en experiencias previas y patrones de conducta. En este contexto, los biodatos se definen como instrumentos reales que recopilan información a través de preguntas sobre experiencias de vida y laborales, así como ítems que exploran opiniones, valores, creencias y actitudes; reflejando una perspectiva histórica integral.
En el ámbito de los recursos humanos es una herramienta base para la selección de personal ya que permite recopilar información no sólo sobre experiencia laboral y habilidades técnicas, sino también sobre comportamientos y actitudes en situaciones pasadas.
La premisa central es que las experiencias previas y los comportamientos repetidos en determinadas situaciones proporcionan una base segura para anticipar cómo un individuo actuará en un entorno laboral o ante situaciones específicas.